# ウトラポ
ウトラポ (OuTraPo) は、"Ouvroir de tragicomédie potentielle"を略したもので、潜在的悲喜劇工房のような意味を持つ。
ウトラポは1991年、ロンドンで見られた舞台芸術の形式。
主なメンバーは :
- Stanley Chapman（英語版）
- Milie von Bariter
- Cosima Schmetterling
- Jean-Pierre Poisson
- Anne Feillet
- Felix Pruvost
- トム・ストッパード

## 関連事項
- ウリポ